# 后域乡
后域乡，是中华人民共和国四川省雅安市汉源县曾经下辖的一个乡。2019年12月，撤销后域乡，将其所属行政区域划归前域镇管辖。

## 行政区划
后域乡撤销前下辖以下地区：
白云村、青山村、全新村、大坪村、张湾村、千峰村和新坪村。